# ジメトキシメタン
ジメトキシメタン(Dimethoxymethane)またはメチラール(methylal)は、無色で可燃性の液体である。沸点や粘度が低く、溶解力が非常に強い。クロロホルム様の匂いと刺激的な味を持つ。ホルムアルデヒドのジメチルアセタールである。ジメトキシメタンは水に溶け、ほとんどの一般的な有機溶媒と混合する。消防法に定める第4類危険物 第1石油類に該当する。

## 合成と構造
メタノールの酸化かまたはホルムアルデヒドとメタノールの反応により生成する。酸性溶液中では、ホルムアルデヒドとメタノールに加水分解される。
アノマー効果のため、ジメトキシメタンは、C-O結合の周りでアンチ型ではなくゴーシュ型を取りやすい。この分子は、このような効果を示す最小の分子の1つであるため、炭化水素化学では大きな興味を持たれており、アノマー効果の理論研究ではよく用いられる。

## 応用
工業的には、主に溶媒用途、または香水、樹脂、接着剤、塗料除去剤、保護被膜等として用いられる。

### 有機合成溶媒
その他の応用としては、有機合成中にメトキシメチルエーテルとしてアルコール基を保護するために用いられる。これは、乾燥ジクロロメタンまたはクロロホルム中で五酸化二リンを用いることにより行われる。クロロメチルメチルエーテルが用いられることが多い。メトキシメチルエーテルは、p-トルエンスルホン酸の存在中でメタノールを用いることにより、除去することができる。